# Vanessa Ray
Vanessa Ray Liptak est une actrice américaine née le 24 juin 1981 à Livermore en Californie. Elle est principalement connue pour son rôle de Cece Drake/Charlotte DiLaurentis dans Pretty Little Liars, son rôle de Teri Ciccone dans la dernière saison de la série As the World Turns, ainsi que son rôle de Jenny dans Suits.

## Biographie
Vanessa Ray grandit à Portland. Elle vit actuellement à New York et Los Angeles. 
Elle a été mariée à l'acteur canadien Derek James Baynham de 2003 à 2009,. En mars 2015, elle a annoncé sur les réseaux sociaux qu'elle s'est fiancée au musicien Landon Beard, son compagnon depuis 2009. Ils se sont mariés le 14 juin 2015 à San Diego, en Californie.

## Filmographie

### Cinéma
- 2003 : The Sparky Chronicles: The Map : Chris
- 2004 : Is He... : Steph
- 2008 : Finding Chance : Katrina
- 2010 : Nice Guy Johnny (en) : Meilleure amie
- 2011 : Trust Me : Petite-amie
- 2012 : Not Waving But Drowning : Adele
- 2012 : Frances Ha : Fille #2
- 2012 : The Last Day of August (en) : Phoebe
- 2013 : Mutual Friends : Lucy
- 2013 : Wisdom Teeth
- 2014 : The Baby (Devil's Due) : Suzie
- 2014 : You Must Be Joking : Haley Lusky
- 2015 : All In Time : Rachel
- 2016 : Serialized (Best-Selling Murder) : Hannah

### Télévision
- 2008-2009 : The Battery's Down : Vanessa (3 épisodes)
- 2009-2010 : As the World Turns : Teri Ciccone (49 épisodes)
- 2009 : Bored to Death : Claudia (1 épisode)
- 2010 : Damages : Tessa Marchetti
- 2011-2012 : Suits, avocats sur mesure : Jenny Griffith (9 épisodes)
- 2011 : FBI : Duo très spécial : Maggie « Rocker » Sheldon (1 épisode)
- 2011 : Nurse Jackie : Mme Donovan (1 épisode)
- 2012 : Girls : Heather Travis (1 épisode)
- 2012-2016: Pretty Little Liars : Cece Drake / Charlotte Di Laurentis (16 épisodes)
- 2013 : Mentalist : Cayce Robbins (1 épisode)
- 2013–2024 : Blue Bloods : Edith "Eddie" Janko (201 épisodes)